# Cirrhilabrus laboutei
Cirrhilabrus laboutei är en fiskart som beskrevs av Randall och Lubbock 1982. Cirrhilabrus laboutei ingår i släktet Cirrhilabrus och familjen läppfiskar. IUCN kategoriserar arten globalt som livskraftig. Inga underarter finns listade i Catalogue of Life.